# لي لاسي
لي لاسي (بالإنجليزية: Lee Lacy)‏ هو لاعب كرة قاعدة أمريكي، ولد في 10 أبريل 1948 في لونغفيو في الولايات المتحدة.

## وصلات خارجية
- لي لاسي على موقعبيزبول رفرنس.كوم (الدوري الرئيسي) (الإنجليزية)
- لي لاسي على موقعبيزبول رفرنس.كوم (الدوري الثانوي) (الإنجليزية)